# Aurélien Joachim
Aurélien Joachim (Cidade de Luxemburgo, 10 de agosto de 1986) é um futebolista luxemburguês que atua como atacante. Atualmente joga pelo Differdange.

## Carreira
Profissionalizou-se em 2004, no Virton, aos 18 anos. Em 2006, foi para a Alemanha jogar no time B do Bochum, onde atuou em 17 partidas. Um ano depois, atuou uma única vez pela equipe reserva do Alemannia Aachen, antes de assinar pelo Differdange, onde disputou 84 jogos e fez 37 gols.
Em maio de 2011, foi contratado pelo Dudelange, um dos principais times de Luxemburgo, sendo um dos destaques na vitória por 4 a 3 sobre o Red Bull Salzburg. Em 2012, foi emprestado ao Willem II, atuando em 25 partidas e fazendo 6 gols. 
Joachim ainda vestiria as camisas de RKC Waalwijk, CSKA Sófia, Burton Albion, White Star Bruxelles, Lierse e novamente Virton - neste último, chegou a ser rebaixado ao time B. Em julho de 2020, o atacante acertou sua volta ao Differdange.

## Seleção Luxemburguesa
Com 80 jogos pela Seleção Luxemburguesa, Joachim é o nono jogador que mais defendeu os Leões Vermelhos na história, e o terceiro maior artilheiro, com 15 gols (empatado com Gustave Kemp).
Sem jogar pela seleção desde 2019, o atacante anunciou sua despedida internacional em julho de 2020.

## Títulos e campanhas de destaque
Dudelange
- Campeonato Luxemburguês: 2011–12

Burton Albion
- League One: vice-campeão (2015–16)

Differdange
- Copa de Luxemburgo: 2009–10 e 2010–11